# فتيح سيلان
فتيح سيلان (25 نوفمبر 1980 بدوزجة في تركيا - ) هو لاعب كرة قدم ألماني وتركي في مركز الوسط. لعب مع أنطاليا سبور ودنيزلي سبور وكايسري سبور ونادي كارديمير كارابوك سبور وصقارية سبور ‏ و1. CfR Pforzheim ‏ وTSV Grunbach ‏ وBSV Bad Bleiberg ‏.

## وصلات خارجية
- فتيح سيلان على موقع اتحاد تركيا (لاعب) (الإنجليزية)
- فتيح سيلان على موقع عالم كرة القدم.نت (الإنجليزية)